# Olympia 1964
Az 1964-es Olympia 1964 (más néven Enregistrement Public à l’Olympia 1964) Jacques Brel koncertlemeze, amely szerepel az 1001 lemez, amit hallanod kell, mielőtt meghalsz című könyvben.

## Az album dalai
|     | Cím                   | Szerző(k)              | Hossz |
| --- | --------------------- | ---------------------- | ----- |
| 1.  | Amsterdam             | Brel                   | 3:20  |
| 2.  | Les Timides           | Brel                   | 3:41  |
| 3.  | Le Dernier Repas      | Brel                   | 3:34  |
| 4.  | Les Jardins du Casino | Brel, Jouannest        | 3:29  |
| 5.  | Les Vieux             | Brel, Jouannest        | 4:10  |
| 6.  | Les Toros             | Brel, Jouannest        | 2:38  |
| 7.  | Tango Funèbre         | Brel, Jouannest        | 3:04  |
| 8.  | Le Plat Pays          | Brel                   | 3:12  |
| 9.  | Les Bonbons           | Brel                   | 3:08  |
| 10. | Mathilde              | Brel, Jouannest        | 2:29  |
| 11. | Les Bigotes           | Brel                   | 2:43  |
| 12. | Les Bourgeois         | Brel, Corti            | 2:52  |
| 13. | Jef                   | Brel                   | 3:27  |
| 14. | Au Suivant            | Brel                   | 2:55  |
| 15. | Madeleine             | Brel, Jouannest, Corti | 3:14  |